# 聖伝-RG VEDA-
『聖伝-RG VEDA-』（せいでん リグ・ヴェーダ）はCLAMPによる漫画作品。

## 概要
『月刊ウィングス』（新書館）にて1989年9月号から1996年5月号まで連載。CLAMPの商業デビュー作品である。
古代インドの神話世界をベースとしており、登場人物にはその神々の名前が使用されている。サブタイトルはインドの聖典リグ・ヴェーダから。「約束」をキーワードとする壮大な物語である。

## あらすじ
最強の武神将夜叉王は、天界を過酷なやり方で統治する天帝帝釈天に反旗を翻し、帝釈天に滅ぼされた阿修羅族の最後の生き残りである幼い阿修羅王を守り、「天を滅ぼす」と予言に示された六星を糾合する旅に出る。多くの犠牲を払いながらも集まった六星の内の5人は、帝釈天の居城に討ち入って帝釈天と対峙する。その最中、阿修羅王はついに真の姿を現わし、予言を成就させようとするが……。

## 登場人物

### 六星
阿修羅（あしゅら）
声 - 伊倉一寿 / ドラマCD - 林原めぐみ
本作の主人公。炎を操る六星の一人。父は先代阿修羅王、母は舎脂。帝釈天に滅ぼされた阿修羅族の最後の生き残りである幼い王。性別は無い。（巻末のオマケ漫画では一応女性として扱われることがあった。）
武器は、透明な刀身の長い直剣「修羅刀」。阿修羅族の長の半身とされ、普段は阿修羅王の体内に収められている。
生まれた直後に舎脂に殺されそうになったが、繭を作って身を守り、以後300年間、夜叉王に封印を解かれるまで森で眠り続けていた。夜叉王に懐く無邪気な『阿修羅』（一人称「阿修羅」）の人格と、破壊と殺戮を楽しむ『破壊神』（一人称「私」）の人格が混在し、普段は『阿修羅』が表に出ていたが、実は『破壊神』の方が本来の人格であった。
旅を始めてから最終決戦時にかけて、修羅刀に施されていた2つの封印を解き、『破壊神』として完全に目覚める。『破壊神』は「『阿修羅』の人格は死んだ」と語ったが、夜叉王を殺そうとした瞬間に、奇跡が起きた。
夜叉王（やしゃおう）
声 - 速水奨　
六星の一人。父は先代夜叉王、母は先代夜叉王の側室。夜叉族の青年王で、天界最強と称される北の武神将。幼名は耶摩（やま）。
武器は、『破壊神』状態の阿修羅の行動を抑制する効果もある「夜摩刀」。
知己の仲である星見・九曜の予言に従い、森で眠っていた阿修羅の封印を解いたが、そのせいで謀反の意思ありとみなされ、毘沙門天の軍に一族を滅ぼされる。その後は六星を集めて一族の仇を討つべく、阿修羅を連れ打倒帝釈天の旅に出る。
「六星が天を滅ぼす」と語った九曜の予言を、「六星が天帝・帝釈天を滅ぼす」という意味だと信じていたが、最終決戦時、その解釈が間違っていた事を知る。『破壊神』として覚醒した阿修羅を見て動揺するが、共に過ごした『阿修羅』との絆を最後まで信じ、後に奇跡を目撃する。
龍王（りゅうおう）
声 - 山口勝平
水を操る六星の一人。父は本編未登場、母は先代龍王。龍族の少年王にして、西を守護する武神将。幼名は那伽（ナーガ）。
武器は、刀身に刃のない大刀「龍牙刀」。
武者修行と称して阿修羅達に同行する。その直前に王位とその証である龍牙刀を継承し、龍王と名乗るようになった。一行の中で最も阿修羅と年齢が近く仲も良かったが、最終決戦時、舎脂を殺した阿修羅が『破壊神』として覚醒した場に駆けつけ、舎脂を殺したことを詰問した直後、『破壊神』に刺し殺された。
乾闥婆王（けんだっぱおう）
声 - 安藤ありさ / ドラマCD - 本多知恵子
六星の一人。父は先代持国天、母は先代乾闥婆王。乾闥婆族の女王で琴の名手。
武器は、普段持ち歩いている琴の中に隠した太刀。琴糸を巻き取って本体を分解すると、刀と左手の手甲に分かれる。
普段は優美な立ち居振る舞いの「天界一の楽師の君」だが、真の姿は東の武神将をも兼任する東方将軍・持国天。幼い頃から強い者を好み、天界最強である帝釈天に従っている。その信念は肉親の情よりも優先され、帝釈天が自分の父を殺した事すら意に介していない。一方で、意志の強い迦楼羅王を友人と認め気遣ったり、帝釈天の追っ手から逃れた蘇摩を匿って配下としたりしていた。蘇摩のことは本気で愛していたが、打倒帝釈天の旅に出た彼女がその意志を変えないことを悟り、最終決戦時に彼女を殺して自らも自害した。
迦楼羅王（かるらおう）
声 - 榊原良子
鳥を操る六星の一人。迦楼羅族の女王で南の武神将。家族は妹の迦陵頻伽のみ。
最愛の妹と一族のため帝釈天に従うが、その妹を帝釈天に殺される。それでも我慢して恭順の意を示そうとするが、妹の遺骸を獣の餌にされたことを公の場で暴露され激高、帝釈天に向かって攻撃をしてしまい武神将を解任される。そのために自殺したと見せかけて出奔し、夜叉王達と合流する。最終決戦では帝釈天と対峙するが、力及ばず死去。
蘇摩（そうま）
声 - 山本百合子 / ドラマCD - 土井美加
六星の一人。両親は蘇摩族の族長夫妻。天帝の薬師を務めていた蘇摩族の最後の生き残りの女性。
武器は、三日月を模した一対の円刃「双月」。指で挟める薄さで、ブーメランのように投げたりすることもできる。
蘇摩族は、一生に一度だけ飲ませた者一人を不死にできるという特殊な血を持っていたため、帝釈天に滅ぼされた。何とか逃げ延びたところを乾闥婆王に助けられて以来、彼女を「我が君」と呼んで付き従い、恩人以上の好意を抱いている。阿修羅達の旅に帯同することを決めた際、「必ず帝釈天を討って戻ります」と、一族滅亡前からずっと付けている耳飾りの片方を乾闥婆王に託した。
最終決戦まで乾闥婆王の正体や本心を知らず、知らされてからは心ならずも乾闥婆王と戦うが、彼女の太刀に胸を刺し貫かれ瀕死の重傷を負う。直後に自害した乾闥婆王を助けるため自らの血を飲ませようとするも、帝釈天に阻まれ無念の内に死去。

### 帝釈天とその関係者
帝釈天（たいしゃくてん）
声 - 若本規夫
天帝。妻は舎脂、息子は天王。額に天眼を持つ。
以前は一介の武将だったが、毘沙門天を味方につけて聖戦を起こした。舎脂のもたらした情報により阿修羅族を滅ぼし、先代阿修羅王と先帝を殺害して、天帝の座を奪い取った。以降、自分に刃向かう者は一族ごと滅ぼすという苛烈な恐怖政治で天界を統治する。実は、天帝に上り詰めたのも、恐怖政治を布いたのも、とある人物と交わした約束を守るためだった。星宿に逆らう者。
ウィングス本誌掲載時は、『破壊神』となった阿修羅に一瞬で殺されたが、その後出版された最終巻では内容が修正され、最終決戦後も生き残った。
舎脂（しゃし）
声 - 藤田淑子
帝釈天の妃。息子は阿修羅と天王。
元々は迦羅と共に阿修羅族の神女に選ばれた人間。先代阿修羅王の妃となったが、「天帝の妃」になりたいがために聖戦時に阿修羅族を裏切る。自分の欲望のために生まれたばかりの阿修羅を殺そうとし、いずれは四天王や帝釈天をも亡き者にしようと考えていた。最終決戦時、『破壊神』の人格で踏み込んできた阿修羅を「私の子であるはずはない」「この化け物を殺して」と罵倒、自分を庇おうとする天王を「私の愛しい子」と褒め、最後は修羅刀で刺し貫かれた上に、自身の額にある修羅刀の封印の鍵（赤い石）を剥がされ死ぬという自業自得の最期を遂げた。
天王（てんおう）
声 - 辻谷耕史
帝釈天の息子。母は舎脂、異父兄（同時に生まれたので双子）は阿修羅。四天王に匹敵する武を持つ青年。
両親に似ず慈悲深く穏やかな性格で、舎脂に頭が上がらない様子。乾闥婆王に想いを寄せ、求婚をしたが、無残な結果になった。
阿修羅が自分の異父兄と知っていた。最終決戦時、舎脂を庇うべく阿修羅を説得するが、自身への嫉妬に燃える阿修羅に片腕を一撃で吹き飛ばされた。『破壊神』として目覚めた阿修羅を目の当たりにして死を覚悟したが、予言が成就する様を見届ける役目として生かされた。
毘沙門天（びしゃもんてん）
声 - 堀内賢雄
四天王の一人。北方将軍。吉祥天の夫。先の聖戦からの帝釈天の腹心の部下。
物腰は穏やかだが帝釈天の命とあれば非情な仕打ちも平気で行ない、配下だった夜叉族でも、謀反の意思ありとして滅ぼした。乾闥婆王が持国天でもあると知っていたが、間者を送り込むなど警戒していた。最終決戦時は夜叉王と戦い、一族を守れなかったことをからかわれて激怒した夜叉王に敗れ死亡。
帝釈天に味方するにあたって、吉祥天を妻に欲しいという条件を出していた。
増長天（ぞうちょうてん）
声 - 屋良有作
四天王の一人。南方将軍。迦楼羅族を配下に持つ。
豪放磊落な性格。帝釈天の強さに惹かれて仕えているが、その残虐ぶりには疑問を抱いている。迦楼羅王が生きていることに気づきながらも、乾闥婆王共々それを見逃したり、天王と乾闥婆王の仲を取り持とうとしたりした。最終決戦時に片腕を失うが、その後も生き延びた。
巻末のおまけ漫画では、幼な妻がいることが描かれている。
広目天（こうもくてん）
声 - 玄田哲章
四天王の一人。西方将軍。龍族を配下に持つ。
帝釈天の命を受け阿修羅一行を仕留めようとするが、配下の西方五天は悉く返り討ちに遭う。このままでは自分が帝釈天に処刑されるという危機感から、自ら阿修羅一行を追うことにし、阻もうとした羅刹や沙羅を殺害。一行を捕捉したが、沙羅の遺骸を傷つけて一行の行方を突き止めたことを語ったため、激怒した夜叉王に敗れ死亡する。
巻末のおまけ漫画では、性格のきつそうな妻と、妻そっくりな娘の多摩羅にたじたじになっていた。
般羅若（はんらにゃ）
声 - 土井美加
九曜の妹。帝釈天の役に立つ為に、顔を焼いて目を潰すという大きな代価を払って、星見に匹敵する力を手に入れる。最終決戦時、崩壊する城を見て帝釈天が死んだと思い、後を追おうとするが、増長天に阻まれた。

### 阿修羅一行の協力者
技藝（ぎげい）
夜叉王と阿修羅が旅の初期に出会った踊り子。阿修羅の母親のような存在となっていた。夜叉王を慕い、尊星王祭で舞を披露し終わったら必ず追いかけると宣言し、阿修羅達と別れたが、後に帝釈天の軍団に殺害される。
迦羅（かーら）
舎脂の双子の姉。舎脂とは正反対の優しい性格で、舎脂の裏切りを知りながらも止められなかったことに苦悩する。
聖戦後、倶摩羅天の庇護の下、先代阿修羅王の命により修羅刀を守っていた。倶摩羅天に捕らえられた阿修羅をなだめ、阿修羅族のことを語って聞かせたが、舎脂の仕打ちについては真実を語れなかった。彼女の額にも修羅刀の封印の鍵があり、『破壊神』の阿修羅に修羅刀と封印の鍵を渡して死亡。
吉祥天（きっしょうてん）
先帝の娘で、毘沙門天の妻。乾闥婆王から蘇摩を預かり、阿修羅達に引き合わせた際、技藝が殺されたことを告げた。聖戦前から毘沙門天に好意を寄せていたが、戦後に毘沙門天の妻とされたのは監視のためだと思っていた。最終決戦時に、自分の毘沙門天への想いに気づき、また夜叉王に敗れて瀕死の毘沙門天から自分に対する想いを告白されたが、彼女が答える前に毘沙門天は死亡。それに伴い、生かしておく理由が消滅したとして、帝釈天に殺害された。
羅刹（らせつ）
夜叉王の腹違いの弟（先代夜叉王の正室の子）。夜叉王に王位を継がせるため、夜叉族の村を出る。最初は夜叉族滅亡に怒って夜叉王に攻撃するが、事情を知った後は、阿修羅達を追う広目天を食い止めようとし、殺される。
沙羅（しゃら）
羅刹の妻。最初はそうと知らずに阿修羅一行を匿い、羅刹が死んだことや阿修羅達の正体を知っても、一行を逃がす手はずを整えた。広目天軍に囲まれた際、阿修羅達の行き先を秘密にするため、また羅刹の後を追うため、喉を突いて自害する。

### 物語の鍵を握る人物
九曜（くよう）
声 - 土井美加
星見の女性。先帝亡き後、帝釈天に仕えることになるが、星見をすることを拒否。そのために幽閉されていたが脱走し、夜叉王に六星の予言を残した後、毘沙門天の手の者によって殺される。
先代阿修羅王に想いを寄せており、自分の星見の結果を先代阿修羅王に伝えていた。
孔雀（くじゃく）
声 - 松本保典
魔族を表す紫の眼と黒い翼、そして額に天眼を持つ（帝釈天とは違い普段は隠している）青年。一見飄々とした性格で、阿修羅と夜叉王に興味を持ち、彼らの旅に付きまとう。星見の力を持っており、星見にしかできないはずの修羅刀の継承式を阿修羅に行なった。実は、先の天帝と当時星見であった天帝の姉・尊星王の間に生まれた子。夜叉族に夜摩刀を授けたのも孔雀であることが物語終盤で判明した。
阿修羅王（あしゅらおう）
声 - 田中秀幸
阿修羅族の先代の王で、阿修羅の実父。帝釈天の謀反の際、最後まで先帝を守って戦ったが、帝釈天との直接対決で命を落とす。予言に逆らい星の軌道を変える為に、ある人物と約束を交わしていた。
先帝（せんてい）
先代の天帝。帝釈天の反乱で殺害された。天地開闢以来最も優れた天帝として善政を布いていたが、実はその裏で「魔族にも劣る行い」をしていた。
尊星王（そんせいおう）
先代の星見であり先帝の姉。晩年は牢屋に投獄されていた。

### その他
倶摩羅天（くまらてん）
聖戦の際は先帝側について戦ったが、帝釈天軍よって自分の治める地下都市・倶修摩部羅（クスマプラ）を滅ぼされてしまう。戦後、生き残った爺やと共に迦羅を保護し、やがて彼女に宿った自分の子供を後継者として国を再興しようとしていた。帝釈天に復讐する道具として、繭にこもった修羅刀を取り出そうとし、そのためには阿修羅王の血が必要だと迦羅に教えられ、阿修羅を捕らえたが、それは修羅刀を阿修羅に手渡す時を１人で待つのは淋しいと思った迦羅のついた嘘だった。最後は崩れ落ちる倶修摩部羅と運命を共にする。
迦陵頻伽（かりょうびんが）
迦楼羅王の妹。病弱ながら天界一の歌姫と言われている。帝釈天によって無理矢理居城から連れ出され、帝釈天の世を祝う宴の席で歌うことを強要される。歌わなければ姉を罰すると言われ、最後の力を振り絞って歌った後、体調の悪化により病死。その遺体は帝釈天の飼っている獣に喰われてしまう。
愛染明王（あいぜんみょうおう）
声 - こおろぎさとみ
忉利天に住んでいた姫君。帝釈天が反旗を翻した時に、遥か北の地へ逃げるも魔族と遭遇し、供の者を失う。その後、OAV「氷城炎獄編」では寂しさのあまり魔族と共に生きることを選ぶが、原作ではその美しい姿を奪おうとした魔族に食われてしまう。
多摩羅
広目天の一人娘。天王の生誕祭で歌を披露するが、聴いていた人々は乾闥婆王の琴による伴奏の方に心打たれ、増長天による歌の評価は迦陵頻伽の方が上だった。栄達を目論む広目天の意向もあって天王の妃になることを望み、乾闥婆王に対して一方的な敵意を抱く。
先代乾闥婆王
乾闥婆王の母。夫のある身で少年だった夜叉王に恋をして、毎日泣き暮らした末に死去。乾闥婆王はそのことにより、夜叉王に対してからかい混じりの複雑な態度を取ることが多い。

## 単行本
- 新書館 ウィングス・コミックス
  1. 1990年02月 ISBN 4-403-61218-0
  2. 1990年06月 ISBN 4-403-61230-X
  3. 1990年12月 ISBN 4-403-61244-X
  4. 1991年09月 ISBN 4-403-61265-2
  5. 1992年12月 ISBN 4-403-61276-8
  6. 1992年12月 ISBN 4-403-61295-4
  7. 1993年05月 ISBN 4-403-61312-8
  8. 1994年06月15日 ISBN 4-403-61350-0
  9. 1995年06月29日 ISBN 4-403-61387-X
  10. 1996年04月25日 ISBN 4-403-61416-7
- 新書館 ウィングス・コミック文庫
  1. 2003年11月25日 ISBN 4-403-50033-1
  2. 2003年11月25日 ISBN 4-403-50034-X
  3. 2003年11月25日 ISBN 4-403-50035-8
  4. 2003年12月18日 ISBN 4-403-50036-6
  5. 2003年12月18日 ISBN 4-403-50037-4
  6. 2004年01月23日 ISBN 4-403-50038-2
  7. 2004年01月23日 ISBN 4-403-50039-0

  - 聖伝 Collector’s Edition Box 2003年09月24日 ISBN 4-403-51001-9
- 角川書店 愛蔵版
  1. 2011年12月03日 ISBN 978-4-04-120001-8-C0979
  2. 2012年02月04日 ISBN 978-4-04-120081-0-C0979
  3. 2012年05月02日 ISBN 978-4-04-120199-2-C0979
  4. 2012年07月04日 ISBN 978-4-04-120234-0-C0979
  5. 2012年11月05日 ISBN 978-4-04-120435-1-C0979
- イラスト集
  - 非天夢魔 1991年06月 ISBN 978-4403612602 新書館
  - 天魔劫火 2001年04月26日 ISBN 4-403-65014-7 新書館

## OVA
ソニー・ミュージックエンタテインメントからOVA化されている。同作では『聖伝-リグ・ヴェーダ-』と表記された。
- 第一巻：「氷城炎獄篇」(1991年6月15日)
- 第二巻：「双城炎雷篇」(1992年6月21日)

### スタッフ
- 原作 - CLAMP
- 監督 - 江幡宏之（氷城炎獄篇）、池上誉優（双城炎雷篇）
- ストーリー原案・脚本・監修 - 大川七瀬
- キャラクター原案 - もこなあぱぱ
- キャラクターデザイン - 青木哲朗、高岡希一、藤川太（双城炎雷篇）
- 作画監督 - 青木哲朗（氷城炎獄篇）、高岡希一（氷城炎獄篇）、須藤昌朋（双城炎雷篇）、小田不二夫（双城炎雷篇）
- 絵コンテ - 加戸誉夫（双城炎雷篇）
- 演出 - 加戸誉夫（氷城炎獄篇）、清水徹（双城炎雷篇）
- 美術監督 - 中座洋次（氷城炎獄篇）、中山益男（双城炎雷篇）
- 撮影監督 - 小澤次雄（氷城炎獄篇）
- 編集 - 谷口肇（氷城炎獄篇）、関一彦（双城炎雷篇）、岡田輝満（双城炎雷篇）
- 音楽 - ニック・ウッド
- 音響監督 - 松浦典良
- プロデューサー - 風間康久（氷城炎獄篇）、池口和彦、増島由美子（双城炎雷篇）
- 制作協力 - うさぎ屋（氷城炎獄篇）、スタジオシグナル（双城炎雷篇）
- 制作 - アニメイトフィルム
- 製作・著作 - ムービック、ソニー・ミュージックエンタテインメント